# Bøn
Bøn là một làng nằm ở Na Uy.